# Notiohyphantes laudatus
Notiohyphantes laudatus là một loài nhện trong họ Linyphiidae.
Loài này thuộc chi Notiohyphantes. Notiohyphantes laudatus được Alfred Frank Millidge miêu tả năm 1991.